# سيدريك سميث (إحصائي)
سيدريك أوستن بارديل سميث (بالإنجليزية: Cedric Smith)‏ ولد (في 5 شباط 1917 - وتوفي في 10 كانون الأول 2002) وهو عالم إحصائي وعالم وراثة بريطاني.ولد سميث في ليستر.وهو الابن الأصغر لجون بارديل سميث (1876-1950)، وهو مهندس ميكانيكي، تلقى تعليمه في مدرسة ويغستون النحو للأولاد لعام 1929، وعند انتقال عائلته إلى لندن. أكمل تعليمه في مدرسة توتينغ، واستمرت لثلاث سنوات، وفي عام 1935 أكمل دراسته في مدرسة الكلية الجامعية في لندن.وعلى الرغم من أن سيدريك سميث فشل في شهادة الثانوية العامة، لكه حصل على منحه معرض لكلية الثالوث في جامعة كامبريدج.وتخرج سيدريك في التريبوس الرياضي ، الأول في عام 1937 وامتياز في عام 1938.وبعد التخرج، بدأ بعمل بحث في الدراسات العليا، وحصل على درجة الدكتوراه في الفلسفة عام 1942.

## العمل على التركيبات
كان سميث طالبًا في جامعة كامبريدج، وأصبح سميث صديقًا مع ثلاث طلاب آخرين في نقس كلية الثالوث، وهم (ر. ليونارد بروكس , و آرثر هارلود ستون وويليام توماس توتي ). حيث قامو باجاد حلول لعدد من المشاكل المتعلقة في مجال الرياضيات من التركيبات حيث قامو بابتكار عالم رياضيات غير حقيقي تحت اسم " بلانش ديكارت "، ليتم نشر أعمالهم، حيث قامت المجموعة بدراسة تشريح المستطيلات إلى مربعات، وخصوصا تربيع المربع «المثالي»، وهو مربع مقسم إلى عدد من المربعات أصغر حجمًا، ولا يوجد اثنان منها بنفس الحجم.يوجد منشورات باسم «بلانش ديكارت» التي استمرت في الظهور لعام 1980.ونشرت المجموعة المزيد من المقالات الرائجة بأسمائهم وآخر ما تم نشره (نظرية بروكس، ل ر.ليونارد بروكس),(نظرية العد في الاحصاءات الوراثية، ل سيدريك سميث),(المحددات والتدفقات الحالية في الشبكات الكهربائية، ل آرثر هارلود ستون وويليام توماس توتي) مجلد الرياضيات المنفصلة 1992.

## الحرب العالمية الثانية
أثناء الحرب العالمية الثانية، وكون سميث صديق ومستنكف ضميريًا، فقد انضم سميث إلى خدمة اعانة الأصدقاء؛ وعمل سميث كمنظم لمستشفى في مستشفى أدينبروك في كامبريدج. ومن وجهة نظر سميث المسالمة أن طور اهتمامه بدراسات السلام والصراع. من بين المسؤوليات الأخرى الموجودة في جمعية الأصدقاء، وكان سميث عضوًا في دراسة أصدقاء للسلام والثقة التي أسست مقعد لدراسات السلام في جامعة برادفورد. أيضا كان سميث عضو مؤسسً (ورئيس) لجمعية أبحاث الصراعات.

## مهنته ما بعد الحرب
في عام 1946 تم نعين سيدريك محاضر مساعد في مختبر جالتون في كلية لندن الجامعية. وظل في كلية لندن الجامعية لنهاية مسيرتيه المهنية، ليصبح على التوال محاضرًا وقارئًا , في عام 1964 تم تعيينه كمحاضر ويلدون في علم احصاء الحيوي .عند وصوله إلى كلية لندن الجامعية، تأثر سميث ب جون هولدين، الذي عرضه لمشاكل الربط في علم الوراثة البشرية، وكان سميث في أي مجال قادرا على احضار مهاراته كإحصائي. حيث ابتكر سيدريك بعض الطرق الرياضية المستخدمة لرسم خريطة الجينات البشرية. ، وفي عام 1955ابتكر طريقة «لعد الجينات» حيث قام باستنتاج ترددات الجينات من ترددات الأنماط الجينية في السكان. كان هذا مثالًا قريب لخوارزمية تحقيق أقصى قدر للتوقع، قبل أكثر من 20 عامًا من تقديم الطريقة من قبل ديمبستر وليرد وروبين. قدم سيدريك مناقشة أكثر عامية حول طريقة حساب الجينات وخصائصها الإحصائية في عام 1957.
في عام 1945م تم انخاب سميث كرفيق في الجمعية الإحصائية الملكية.وكان فرد في الجمعية الوراثية (يخدم كأمين للصندوق) في جمعية الحيوية الدولية في بريطانية، وفي (عام 1971-1972) خدم سيدريك رئيسا في المعهد الدولي للإحصاء.

## الاهتمامات الأخرى
كان سيدريك سميث عضو في اللجنة الاستشارية لمشروع مكافحة الكونكورد.

## أسرته
في عام 1957 تزوج من بيروسكا فيرميس (1921-2000) المعروفة ب «بيري» وكان لديهم ابن واحد بقيا منهم .والد بيري الدكتور بول فيرميس (1897-1968), كان من اللاجئون الهنغاريون وأصبح عالم رياضيات محترف في سن 50.

## روابط خارجية
- Catalogue of the Smith papers held at UCL Archives